# Dilvasène
L'iodure d'oxapropanium est un composé organique hétérocyclique de la famille des dioxolanes, breveté comme médicament sous le nom de Dilvasène.

## Synthèse
Synthétisé pour la première fois en 1944 dans le laboratoire de chimie thérapeutique de l'Institut Pasteur,,, l'iodure d'oxapropanium est obtenu par réaction d'un acétal cyclique d'α-monohalogénohydrine de glycérol avec la diméthylamine, dont le produit, traité par l'iodure de méthyle, donne un sel d'ammonium quaternaire.

## Histoire
Étudié comme hypotenseur et vasodilatateur par Ernest Fourneau et Daniel Bovet et breveté en 1948 par la société Rhône-Poulenc pour ses propriétés cholinergiques, le Dilvasène a été prescrit au début des années 1950 par injection intraveineuse dans le traitement de certains troubles psychiques comme la démence précoce,,,.
Dans les années 1960, Jacques van Rossum et Everhardus Ariens (en), puis D. R. Garrison et ses collaborateurs,, se sont servis de la structure moléculaire du Dilvasène pour développer de nouveaux composés antimuscariniques,.